# Élections locales écossaises de 2007 à Fife
Pour un article plus général, voir Élections locales écossaises de 2007.

Les élections locales écossaises de 2007 à Fife se sont tenues le 3 mai 2007.

## Composition du conseil
Majorité absolue : 40 sièges
| Parti               | Sièges  |
| ------------------- | ------- |
| Travailliste        | 24 / 78 |
| SNP                 | 23 / 78 |
| Libéraux-démocrates | 21 / 78 |
| Conservateur        | 5 / 78  |
| Indépendant         | 5 / 78  |